# اتاق بازرگانی ایالات متحده آمریکا

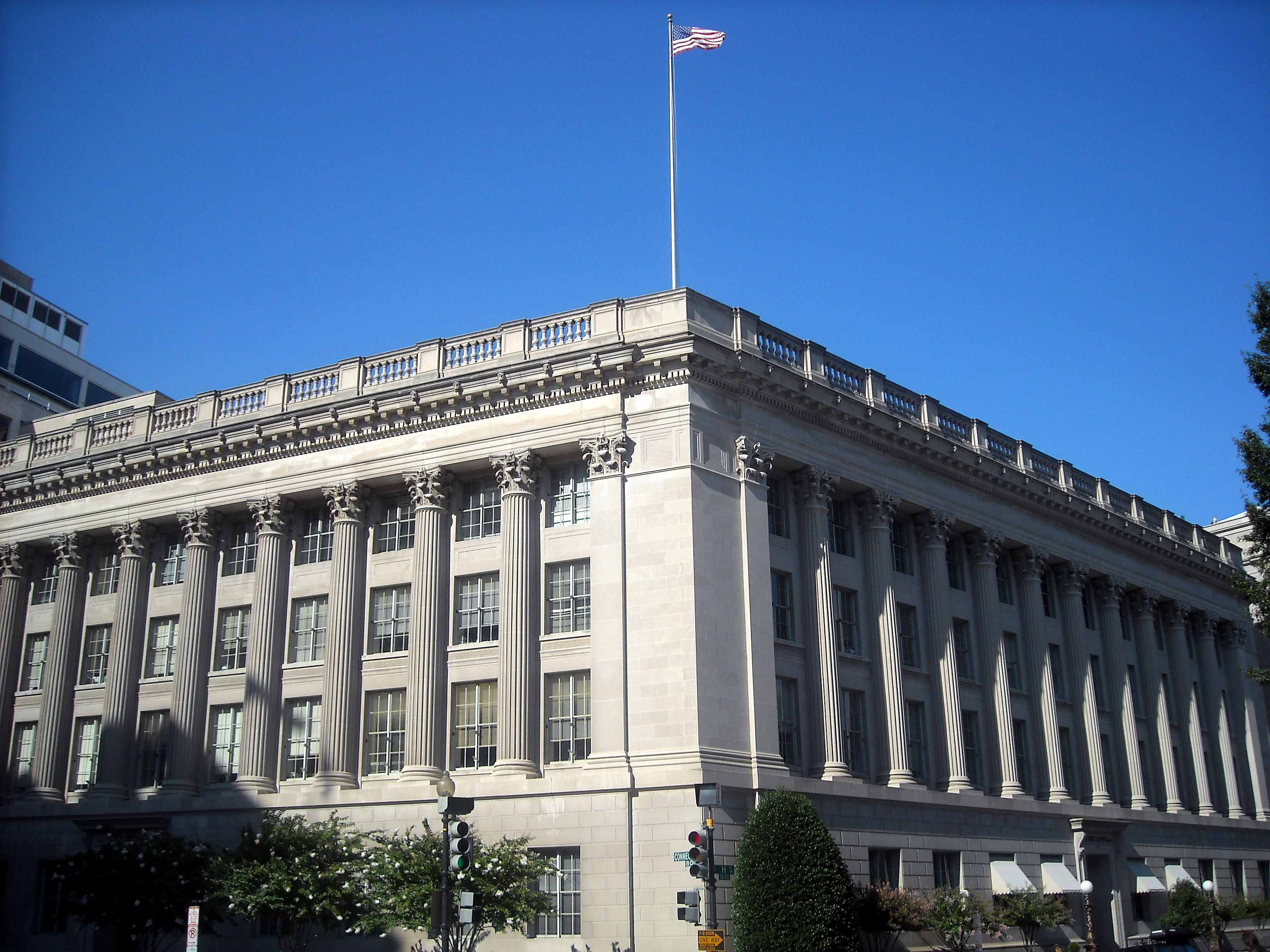
ساختمان اتاق بازرگانی ایالات متحده در خیابان 1615 H NW در واشنگتن دی سی.

اتاق بازرگانی ایالات متحده آمریکا یک گروه لابیگر آمریکایی است که نمایندهٔ منافع بسیاری از کسب و کارها و انجمن‌های تجاری است. اتاق از سازمان‌های دولت آمریکا نیست.
کارکنان اتاق متخصصین سیاستی، لابیست‌ها و وکلا هستند. اتاق، از نظر عموماً سیاسی سازمانی محافظه کار لحاظ می‌شود. معمولاً از کاندیداهای جمهوریخواه پشتیبانی می‌کند، گرچه گاه گاهی از دمکرات‌های محافظه کار حمایت کرده است. اتاق یکی از بزرگترین گروه‌های لابیگر در آمریکاست که بر اساس سالانه از هر سازمان لابیگر دیگری بیشتر پول خرج می‌کند.